# Номерной почтовый штемпель

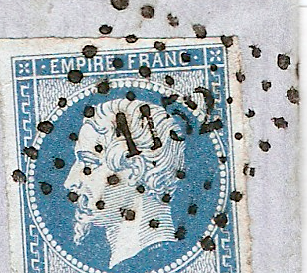
Часть французской почтовой марки 1854 года, погашенной Номерной штемпель с малыми цифрами с номером 1152. Этот код был присвоен Дюнкерку

Номерной почтовый штемпель — разновидность и собирательное название почтовых штемпелей, имеющих оттиск гашения с цифрой (цифрами), буквой (буквами) или их сочетанием, которые позволяют идентифицировать почтовое отделение, откуда было послано почтовое отправление.

## История и описание
На номерном штемпеле вместо названия почтового заведения и его местонахождения имеется присвоенный этому пункту условный номер. Такие штемпели появились в Великобритании в 1843 году, через три года после выпуска первой почтовой марки. Они употреблялись повсеместно в течение всего XIX века, но значительно немного их продолжало использоваться до XX века.
Почтовые марки начали гасить на письме с помощью специального приспособления для предотвращения их повторного использования, а также начали ставить рядом или на обратной стороне письма оттиск штемпеля с датой и указанием названия почтового отделения в 1840 году, когда в Великобритании появились почтовые марки.
Вскоре во многих странах сформировались различные системы, где штемпель гашения имел код (номер), идентифицирующий почтовое отделение места отправления корреспонденции. Большинство таких кодов обрамлял рисунок в виде точек, лучей, полос, концентрических окружностей или овалов для обеспечения эффективного гашения почтовой марки. Штемпели аналогичных рисунков, не содержащие никаких номерных кодов, называются немыми штемпелями гашения. Позднее в обиход вошли двойные штемпели с календарным штемпелем слева и штемпелем гашения справа. Номерные штемпели гашения использовались на протяжении всего XIX века, но лишь несколько оставались в употреблении в XX веке.
Оттиски номерных штемпелей коллекционируют филателисты, причём редкие экземпляры могут стоить дорого.

## Примеры по странам
В число почтовых администраций, которые применяли номерные штемпели гашения, входят нижеследующие.

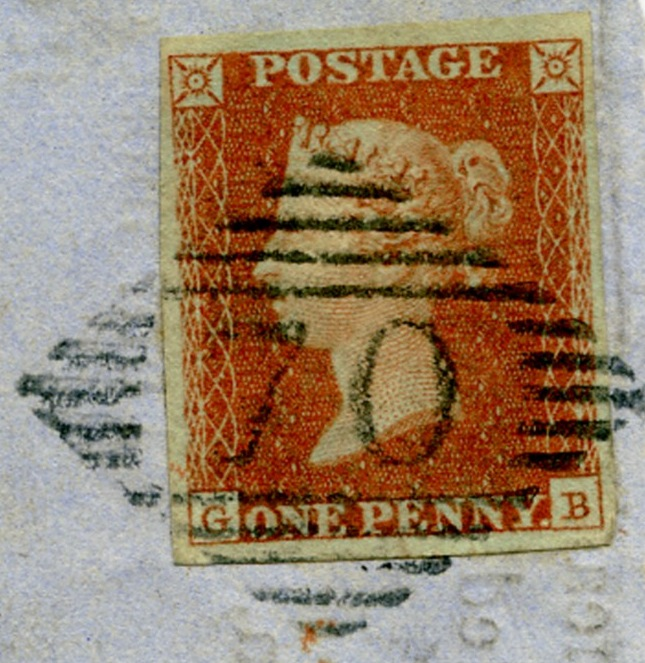
«Красный пенни», погашенный почтовым штемпелем Бойла с номером «70» в ромбе, которые использовались в Ирландии

### Великобритания и её колонии
Первыми номерными штемпелями гашения были номерные штемпели с цифрами в мальтийском кресте, использовавшиеся на лондонском почтамте с 1843 года. С 1844 года в Англии, Шотландии и Ирландии были введены характерные штемпели другого рисунка с полосами. Применялись также коды, соответствующие лондонским почтовым округам, например, «W21».
Британские почтовые отделения за границей

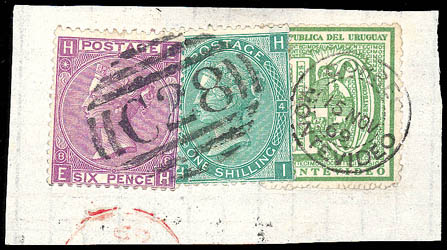
Британские марки с оттиском почтового штемпеля «С28» из Монтевидео (Уругвай)

Номерные штемпели гашения использовались во многих британских почтовых отделениях, работавших в зарубежных странах (в основном в Центральной и Южной Америке и Османской империи) и применявших почтовые марки Великобритании. К ним относятся:
- Аргентина: «B32» (Буэнос-Айрес).
- Боливия: «C39» (Кобиха).
- Бразилия: «C81» (Баия) «C82» (Пернамбуку) и «C83» (Рио-де-Жанейро).
- Венесуэла: «D22» (Сьюдад-Боливар) и «C60» (Ла Гуайра).
- Гаити: «C59» (Жакмель) и «E53» (Порт-о-Пренс).
- Датская Вест-Индия: «C51» или «D26» (Сент-Томас).
- Доминиканская Республика: «C86» (Порто-Плата) и «C87» (Санто-Доминго).
- Колумбия: «C35» (Панама), «C56» или «C65» (Картахена), «C62» (Санта-Марта), «E88» (Колон) и «F69» (Саванилья).
- Куба: «C58» (Гавана) и «C88» (Сантьяго-де-Куба).
- Мексика: «C63» (Тампико).
- Никарагуа: «C57» (Грейтаун).
- Перу: «C36» (Арика), «C38» (Кальяо), «D87» (Икике), «C42» (Ислай), «C43» (Пайта), «D65» (Писагуа) и «D74» (Острова Писко и Чинча).
- Пуэрто-Рико: «F84» (Агуадилья), «F83» (Арройо), «F85» (Майягуэс), «582» (Нагуабо), «F88» (Понсе) и «C61» (Сан-Хуан).
- Османская империя: «G06» (Бейрут), «C» (Константинополь), «F87» (Смирна) и «S» (Стамбул).
- Уругвай: «C28» (Монтевидео).
- Фернандо-По[брет.]: «247» (Фернандо По).
- Чили: «C30» (Вальпараисо), «C37» (Кальдера) и «C40» (Кокимбо).
- Эквадор: «C41» (Гуаякиль).

Австралийские колонии

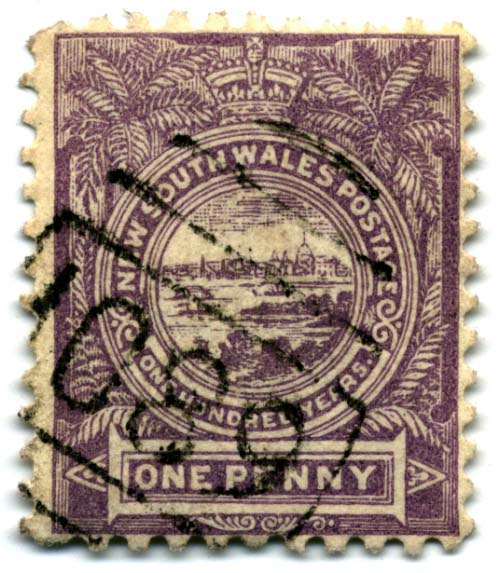
История почты и почтовых марок Нового Южного Уэльса с оттиском штемпеля «1089»

До образования федерации во всех австралийских колониях использовались номерные штемпели гашения:
- в Виктории — до 2100 (в различных устройствах), более ранние типы штемпелей включали букву «V»;
- в Западной Австралии — с цифрами до 36 и с буквенными кодами, например, «GT» для Джералдтона;
- в Квинсленде — до 747 и «BNG» — на почтовых марках, находившихся в обращении на Папуа;
- в Новом Южном Уэльсе — с номерами до 2094 (нескольких типов), а также «LHI» — для Лорд-Хау;
- в Тасмании — с цифрами (в полосах) до 390 и на Норфолке — с кодом 72, когда он входил в состав Тасмании;
- в Южной Австралии — до 313.

Антигуа
На Антигуа использовались полосные штемпели гашения «А02» (Сент-Джонс) и «А18» (Английская гавань), первоначально на почтовых марках Великобритании.
Багамские острова
На Багамах использовался полосный штемпель гашения «А05» (Нассау), первоначально на почтовых марках Великобритании.
Барбадос
Бермудские острова
Британская Гвиана

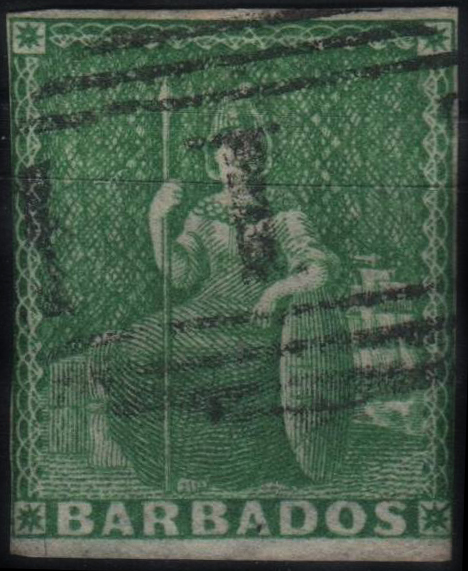
Первая марка Барбадоса, погашенная штемпелем с цифрой «1», 1852(Mi #1)

В Британской Гвиане использовались полосные штемпели гашения «А03» (Джорджтаун) и «A04» (Новый Амстердам), первоначально на почтовых марках Великобритании.
Британские Виргинские Острова
На Британских Виргинских островах использовался полосный штемпель гашения «А13» (Тортола), первоначально на почтовых марках Великобритании.
Британский Бечуаналенд
Британский Гондурас
В Британском Гондурасе использовался полосный штемпель гашения «А06» (Белиз-Сити), первоначально на почтовых марках Великобритании.
Гибралтар
В Гибралтаре использовались полосные штемпели гашения «G» И «А26», первоначально на почтовых марках Великобритании.
Гонконг
В Гонконгее использовался полосный штемпель гашения «B62». Применялся также дополнительный штемпель гашения «62B».
Гренада
На Гренаде использовался полосный штемпель гашения «А15» (Сент-Джорджес), первоначально на почтовых марках Великобритании.
Доминика
На Доминике использовался полосный штемпель гашения «А07» (Розо), первоначально на почтовых марках Великобритании.
Египет
В Египте использовался полосный штемпель гашения «B01» (Александрия) или «В02» (Суэц), первоначально на почтовых марках Великобритании.
Занзибар
Золотой Берег
Индия
Канада
В Канаде и в провинциях Ньюфаундленд, Остров принца Эдуарда и Британская Колумбия использовались номерные штемпели гашения.
Кипр
На Кипре использовались полосные штемпели гашения «982» (Фамагуста), «974» (Кирении), «942» (Ларнака), «975» (Лимасол), «969» (Никосия), «981» (Пафос), «D48» (HQ Camp, Никосия) и «D47» (Лагерь Полимедиа, Лимасол), первоначально на почтовых марках Великобритании.
Китай и Япония
Для договорных портов Китая или Японии, где британскими администрациями и консульствами, выступающими в роли местных почтмейстеров для работающих в Китае торговцев, использовались почтовые марки Гонконга, были изготовлены собственные полосные штемпели гашения.
Китай
- Сямэнь, 1844 — «А1» (1866—1885) и «D27» (1876—1885).
- Кантон, 1844 — «С1» (1866—1885).
- Фучоу, 1844 «F1» (1866—1885).
- Ханькоу, 1872 «D29» (1879—1885).
- Киунчоу (HOIHOW), 1873 «D28» (1876—1885).
- Нинбо, 1844 — «N1» (1866—1885).
- Шанхай, 1844 — «S1» (1866—1885).
- Сватоу, 1861 — «S2» (1866—1885).

Япония
- Коби, 1869 — «D30» (1876—1879).
- Нагасаки, 1860 — «N2» (1866—1879).
- Йокогама, 1859 — «Y1» (1867—1879).

Маврикий

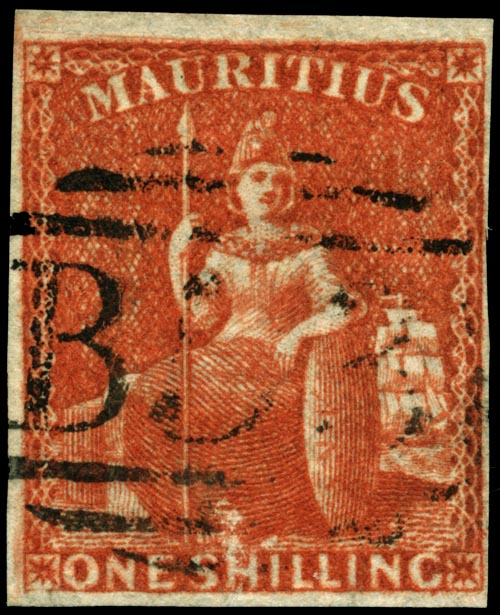
Почтовая марка Маврикия с оттиском штемпеля «B53»

На Маврикии вначале использовался полосный штемпель гашения «B53», а потом другие коды с префиксом «B» и полосные номерные штемпели.
Мальта

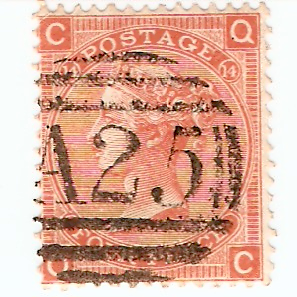
Почтовая марка Великобритании с почтовым штемпелем «А25» Валлетты (Мальта)

На Мальте использовались полосные штемпели гашения «М» и «А25» (оба в Валлетте), поначалу на британских, а позже на мальтийских почтовых марках:
- Почтовый штемпель «М» был введён в употребление в 1857 году и продолжал использоваться до 1860 года. Оттиски этого штемпеля обнаруживается только на британских почтовых марках и на первом тираже первой почтовой марки Мальты, жёлтом полупенсовике.
- Почтовый штемпель «А25» появился в 1859 году и продолжал использоваться до 1904 года. Известны несколько различных типов этого штемпеля, так как он применялся в течение длительного времени. Почтовые штемпели «А25» обнаруживаются преимущественно на британских и мальтийских почтовых марках, а также на некоторых зарубежных марках благодаря корабельной почте[9].

Монсеррат
На Монсеррате использовался полосный штемпель гашения «А08» (Плимут), первоначально на почтовых марках Великобритании.
Невис
На Невисе использовался полосный штемпель гашения «А09» (Чарльзтаун), первоначально на почтовых марках Великобритании.
Сейшелы
На Сейшельских островах использовался полосный штемпель гашения «B64», первоначально на почтовых марках Маврикия.
Сент-Винсент
На Сент-Винсенте использовался полосный штемпель гашения «А10» (Кингстаун), первоначально на почтовых марках Великобритании.
Сент-Кристофер
На Сент-Кристофере использовался полосный штемпель гашения «А12» (Бастер), первоначально на почтовых марках Великобритании.
Сент-Люсия

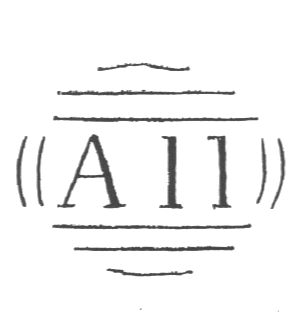
Почтовый штемпель «А11» Кастри, Сент-Люсия

На Сент-Люсии использовался полосный штемпель гашения «А11» (Кастри), первоначально на почтовых марках Великобритании.
Стрейтс-Сетлментс
Тринидад и Тобаго
В Тринидаде и Тобаго использовался полосный штемпель гашения «А14» (Скарборо), первоначально на почтовых марках Великобритании.
Цейлон
Южно-африканские колонии
В «Бритиш Саут Африка Компани», в Капской колонии, Натале, Оранжевом свободном государстве и Трансваале использовались номерные штемпели гашения.
Ямайка
На Ямайке использовался полосный штемпель гашения «А01» для столицы Кингстона, первоначально на марках Великобритании. В различных районных почтовых отделениях использовались штемпели гашения от «А27» до «А78», опять же также первоначально на почтовых марках Великобритании.

### Венесуэла
В Венесуэле использовался ряд полосных номерных штемпелей.

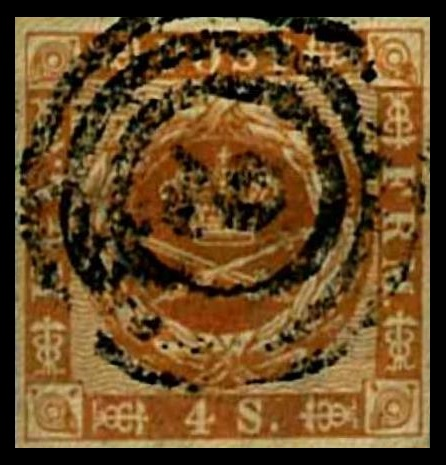
Дания: штамп с «2» (мастика)

### Дания
В Дании использовалась серия номерных штемпелей (до 286) в трёх концентрических окружностях. Использовались некоторые дуплексные штемпели. Все они были выведены из обращения в 1873 году.

### Гватемала

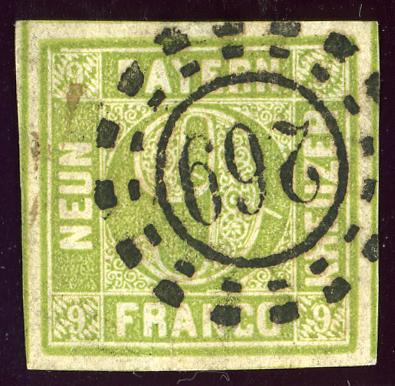
История почты и почтовых марок Баварии со штемпелем «269» для Ландсхута

В Гватемале номерные штемпели употреблялись как почтовой администрацией страны, так и британской почтой.

### Германские государства
До объединения у различных немецких государств в ходу были номерные штемпели гашения:
- до 177 — в Бадене,
- до 920 — в Баварии,
- до 50 — в Брауншвейге,
- до 220 — в Саксонии,
- до 42 — в Шлезвиге,
- до 424 — почта Турн и Таксис,
- в Пруссии использовались номерные штемпели по 1987 год.

### Нидерланды и колонии
В Голландии и её колониях Кюрасао, Суринаме и Голландской Ост-Индии использовалась серия номерных штемпелей.

### Россия
В России номерные штемпели использовались для гашения знаков почтовой оплаты с 1858 года.

### Франция
Штемпель гашения имел форму ромба или трапеции из точек размером около 20 мм по каждой стороне, с номерным кодом в центре. Код состоял из числа, включавшего от одной до четырёх цифр, и был уникальным для использовавшего его почтового отделения. По этой причине такие цифры филателисты иногда называют «кодами городов» («town numbers»).
Использовались два основных типа штемпелей в форме ромбов:
- номерной штемпель с малыми цифрами[фр.] (фр. «losange à petits chiffres» — «ромб с малыми цифрами») — с 1852 года[11] по 1862 год, и
- номерной штемпель с большими цифрами[фр.] («losange à gros chiffres» — «ромб с большими цифрами») — с 1862 года по 1876 год.

Различия между этими двумя типами основываются в значительной степени на размере цифр кода и размере точек в штемпеле. Точки заметно меньше у «ромба с малыми цифрами», и цифры кода имеют примерно 4 мм в высоту. Зафиксированы коды городов от 1 до 4494. Коды городов от 3704 до 4018 и 4222 указывают на использование во французских почтовых отделениях за рубежом.
У штемпеля «ромб с большими цифрами» коды были в два раза больше, будучи почти 8 мм высотой. Поскольку общий размер штемпеля оставался таким же, более значительную часть штемпеля с большими цифрами составлял код города. Список использованных кодов возрастал по мере открытия новых почтовых отделений, известны коды до 6449. Коды городов 2387 и 5079—5156 были выделены для обозначения французских почтовых отделений за пределами континентальной Франции.